# 何際美
何際美，河南省陳州府扶溝縣人，清朝政治人物、同進士出身。
康熙三年（1664年），登進士，任福建德化县知县。